# Gran Risa
La Gran Risa est une piste noire de ski alpin considérée comme l’une des pentes de slalom géant les plus difficiles de la Coupe du monde de ski alpin, qui se trouve sur les communes de Corvara in Badia, Badia et La Valle. Elle fait partie de la station de Alta Badia et du domaine skiable des Dolomites.

## Fiche technique

### Slalom Géant hommes
- Altitude départ : 1871 m
- Arrivée : 1423 m
- Dénivelée : 448 m
- Déclivité maximum : 53 %
- Déclivité moyenne : 36 %
- Déclivité minimum : 16 %
- Longueur : 1255 m

### Slalom hommes
- Altitude départ : 1625 m
- Arrivée : 1425 m
- Dénivelée : 199 m
- Déclivité maximum : 53 %
- Déclivité moyenne : 35 %
- Déclivité minimum : 16 %
- Longueur : 610 m

## Palmarès de la Coupe du monde de ski alpin de 1985 à 2008

### Hommes
| Épreuve                  | Or                           | Argent                      | Bronze                                      |
| Géant 15 décembre 1985   | Marc Girardelli Luxembourg   | Niklas Henning Suède        | Pirmin Zurbriggen Suisse                    |
| Géant 15 décembre 1985   | Ingemar Stenmark Suède       | Hubert Strolz Autriche      | Roberto Erlacher Italie                     |
| Géant 14 décembre 1986   | Richard Pramotton Italie     | Alberto Tomba Italie        | Oswald Toetsch Italie                       |
| Géant 15 décembre 1986   | Joël Gaspoz Suisse           | Richard Pramotton Italie    | Markus Wasmeier Allemagne                   |
| Géant 13 décembre 1987   | Alberto Tomba Italie         | Rudolf Nierlich Autriche    | Joël Gaspoz, Hans Pieren Suisse             |
| Géant 14 janvier 1990    | Richard Kröll Autriche       | Günther Mader Autriche      | Rudolf Nierlich, Hubert Strolz Autriche     |
| Géant 16 décembre 1990   | Alberto Tomba Italie         | Urs Kälin Suisse            | Marc Girardelli Luxembourg                  |
| Géant 15 décembre 1991   | Alberto Tomba Italie         | Steve Locher Suisse         | Paul Accola Suisse                          |
| Géant 13 décembre 1992   | Marc Girardelli Luxembourg   | Alain Feutrier France       | Alberto Tomba Italie                        |
| Géant 19 décembre 1992   | Steve Locher Suisse          | Alberto Tomba Italie        | Christian Mayer Autriche                    |
| Géant 22 décembre 1994   | Alberto Tomba Italie         | Urs Kälin Suisse            | Christian Mayer Autriche                    |
| Géant 17 décembre 1995   | Hans Knauss Autriche         | Michael von Grünigen Suisse | Alberto Tomba Italie                        |
| Géant 22 décembre 1996   | Michael von Grünigen Suisse  | Steve Locher Suisse         | Matteo Nana Italie                          |
| Géant 21 décembre 1997   | Christian Mayer Autriche     | Michael von Grünigen Suisse | Hermann Maier Autriche                      |
| Géant 20 décembre 1998   | Michael von Grünigen Suisse  | Patrick Holzer Italie       | Andreas Schifferer Autriche                 |
| Géant 19 décembre 1999   | Joël Chenal France           | Hermann Maier Autriche      | Rainer Salzgeber Autriche                   |
| Géant 16 décembre 2001   | Frédéric Covili France       | Michael von Grünigen Suisse | Christian Mayer Autriche                    |
| Géant 22 décembre 2002   | Bode Miller États-Unis       | Davide Simoncelli Italie    | Sami Uotila Finlande                        |
| Géant 14 décembre 2003   | Kalle Palander Finlande      | Davide Simoncelli Italie    | Frédéric Covili France                      |
| Géant 21 décembre 2003   | Davide Simoncelli Italie     | Kalle Palander Finlande     | Bode Miller États-Unis                      |
| Géant 19 décembre 2004   | Thomas Grandi Canada         | Benjamin Raich Autriche     | Didier Cuche Suisse, Hermann Maier Autriche |
| Géant 18 décembre 2005   | Massimiliano Blardone Italie | Davide Simoncelli Italie    | François Bourque Canada                     |
| Géant 17 décembre 2006   | Kalle Palander Finlande      | Bode Miller États-Unis      | Didier Défago Suisse                        |
| Spécial 18 décembre 2006 | Markus Larsson Suède         | Ted Ligety États-Unis       | Ivica Kostelić Croatie                      |
| Géant 16 décembre 2007   | Kalle Palander Finlande      | Benjamin Raich Autriche     | Marc Berthod Suisse                         |
| Spécial 17 décembre 2007 | Jean-Baptiste Grange France  | Felix Neureuther Allemagne  | Ted Ligety États-Unis                       |
| Géant 21 décembre 2008   | Daniel Albrecht Suisse       | Ivica Kostelić Croatie      | Hannes Reichelt Autriche                    |
| Spécial 22 décembre 2008 | Ivica Kostelić Croatie       | Jean-Baptiste Grange France | Benjamin Raich Autriche                     |

### Femmes
| Épreuve                | Or                      | Argent                 | Bronze                    |
| Géant 21 décembre 1994 | Sabina Panzanini Italie | Anita Wachter Autriche | Deborah Compagnoni Italie |
| Géant 13 décembre 2003 | Denise Karbon Italie    | Nicole Hosp Autriche   | Elisabeth Görgl Autriche  |